# Andy Pando
Andy Robert Pando García (Lima, 28 de julio de 1983) es un futbolista peruano. Se desempeña en la posición de centro delantero y su equipo actual es Juventud Bellavista que participa en la Copa Perú.

## Trayectoria
Comenzó su carrera futbolística en equipos donde realizó sus divisiones menores, entre ellos Deportivo Zúñiga, Sporting Cristal y Unión de Campeones. Con el último club en mención, tuvo la oportunidad de disputar el Campeonato Nacional Sub-20, lo cual le valió para formar parte de la preselección de fútbol del Perú en dicha categoría.
Debutó en el año 2002 con la Universidad San Marcos en la Segunda División del Perú. En el año 2006, es cuando Andy Pando empieza a mostrar sus cualidades goleadores defendiendo la camiseta de la Universidad San Marcos, con la cual consiguió anotar 14 goles en el torneo de Segunda División Peruana 2006 y en el cual fue el goleador de su equipo y segundo goleador en el torneo. Dicha habilidad contribuyó a que su equipo llegue a la final y obtenga el subcampeonato.
En el año 2007, tuvo la oportunidad de debutar en la Primera División del Perú con el club Alianza Atlético de Sullana, aunque solo jugó algunos partidos y no tuvo regularidad. Al año siguiente, regresa a la Universidad San Marcos para ratificar su capacidad goleadora, donde fue nuevamente goleador de su equipo dos años consecutivos.
En enero del 2010, llega al Colegio Nacional de Iquitos (CNI) con el que anotó 7 goles en sus primeros diez encuentros. Casi inmediata y sorpresivamente, fue transferido al club Sporting Cristal con el que anotó 6 goles en los 13 encuentros que disputó en el Campeonato Descentralizado 2010. En el año 2011, el Sporting Cristal le renueva el contrato por una temporada más, pero no tuvo continuidad e hizo sólo tres anotaciones: uno en el torneo regular y dos en torneo Inca. Pando decidió terminar su contrato con el club por una supuesta mala relación con el entrenador Víctor Rivera y -por este motivo- fue transferido al club León de Huánuco donde bajo el mando de Franco Navarro logró clasificar a la Copa Sudamericana 2012.
En el año 2012, Andy Pando obtiene un contrato con el club Real Garcilaso, en el cual encontró una mayor regularidad, que le permitió llegar a la final con su equipo, anotar 27 goles, ser el máximo goleador del Campeonato Descentralizado 2012 y ubicarse en el puesto 19 del mejor goleador del mundo. El 5 de diciembre de 2012, antes de jugarse la segunda final que otorgaba el título de campeón nacional, Sorpresivamente el club Real Garcilaso y Andy Pando resolvieron su contrato por mutuo acuerdo por diversos motivos. Finalmente el Real Garcilaso perdió la final ante Sporting Cristal, equipo que supuestamente era el futuro de Pando y uno de los motivos de su salida, Cosa que nunca se dio.
El 17 de enero de 2013, el club UD Las Palmas de España anuncia su contratación por una temporada y media. Pando debutó contra el Elche C. F., ingresando en minutos finales por Vitolo Machín. Sin embargo al terminar la temporada 2012/13, donde apenas actuó en algunas oportunidades, abandonó el club español para volver a su país donde ingresó en el Universidad César Vallejo.
En la Universidad César Vallejo cumple una importante temporada 2014. A nivel nacional tuvo una regular actuación en el torneo, pero a nivel internacional Vallejo hizo una participación histórica.  El equipo trujillano clasificado a la Copa Sudamericana 2014, debutaba en el Campín de Bogotá frente al poderoso Millonarios, nunca un equipo peruano había ganado en Colombia y Vallejo lo logró gracias a dos goles de Pando. En Trujillo, Vallejo cerró la clasificación empatando a 2. El siguiente rival era Universitario de Sucre con el cual la universidad empataría a 2 con un tanto de Pando y Daniel Chávez, en la vuelta Vallejo ganaría por 3 a 0 en donde Pando hace uno de los mejores goles del torneo y cerraría su clasificación a octavos de final. El siguiente rival fue Bahia de Brasil, el primer partido se jugó en el estadio mundialista Arena Fonte Nova donde los locales ganaron por 2 a 0.  En la vuelta, Vallejo hizo lo que parecía imposible y empató la serie al último minuto, llevando la clasificación a la ronda de penales donde la gran figura fue el arquero Salomón Libman y donde Pando anotó de penal. Finalmente Vallejo no pudo estar en semifinales y enfrentar a São Paulo porque el Atlético Nacional no se lo permitió y quedó eliminado. Pando fue uno de los goleadores de la Copa Sudamericana 2014 y fue considerado en el mejor once del Torneo junto a jugadores como Rogério Ceni, Ramiro Funes Mori, Fernando Gago, Kaká y Teófilo Gutiérrez.
En el 2015 Pando firma un contrato por año y medio con La Equidad de Colombia, en el equipo colombiano debutó anotando un gol y pase gol frente al Independiente de Santa Fe donde empataron a 2.  En la fecha 15 Pando le anota 3 goles al Cúcuta Deportivo, este triplete fue el primero en la historia de fútbol colombiano ya que los goles fueron anotados en el primer tiempo. Finalizando el año 2015 Pando sorpresivamente anuncia su renuncia al equipo cafetero a falta de varios meses para terminar su contrato. 
A inicios del año 2016 fue fichado por el Club Alianza Lima. A finales de aquel año se le anunció como refuerzo del Sport Huancayo con el cual nunca hizo la pretemporada, argumentando problemas familiares. Luego el club huancaíno le puso una penalidad el cual fue pagado por la Universidad César Vallejo sumándose así al equipo trujillano. Fue goleador con la Universidad César Vallejo y fue subcampeón de la Segunda División del Perú. En el partido final perdió 4-2 en la tanda de penales contra Sport Boys, que se coronó campeón, a la siguiente temporada lograría la hazaña de campeonar con el equipo Trujillano tras ganarlo a Carlos Mannucci en los partidos de ida y vuelta correspondiente, el 2019 no se llegó a una renovación y quedó libre.Y ahora en el 2021 es la sorpresa del fichaje de Universitario de Deportes.

## Clubes
| Club                        | País     | Año         | Partidos Jugados | Goles |
| --------------------------- | -------- | ----------- | ---------------- | ----- |
| Deportivo Zúñiga            | Perú     | 2001        | ?                | ?     |
| Universidad San Marcos      | Perú     | 2002 - 2006 | ?                | 18    |
| Alianza Atlético            | Perú     | 2007        | 9                | 0     |
| Universidad San Marcos      | Perú     | 2008 - 2009 | 24               | 15    |
| Colegio Nacional de Iquitos | Perú     | 2010        | 11               | 7     |
| Sporting Cristal            | Perú     | 2010 - 2011 | 27               | 9     |
| León de Huánuco             | Perú     | 2011        | 7                | 0     |
| Real Garcilaso              | Perú     | 2012        | 43               | 27    |
| U. D. Las Palmas            | España   | 2013        | 7                | 0     |
| Universidad César Vallejo   | Perú     | 2013 - 2014 | 43               | 28    |
| La Equidad                  | Colombia | 2015        | 30               | 6     |
| Alianza Lima                | Perú     | 2016        | 35               | 7     |
| Universidad César Vallejo   | Perú     | 2017 - 2018 | 41               | 28    |
| Unión Huaral                | Perú     | 2019 - 2020 | 5                | 0     |
| Los Chankas                 | Perú     | 2021 - 2022 | 23               | 12    |
| Juventud Bellavista         | Perú     | 2025 -      |                  |       |

## Palmarés
| Título                    | Club          | País | Año  |
| ------------------------- | ------------- | ---- | ---- |
| Segunda División del Perú | César Vallejo | Perú | 2018 |

### Distinciones individuales
| Distinción                                                                                            | Año  |
| --- | ---- |
| Goleador de la Primera División del Perú                                                              | 2012 |
| Incluido en el equipo ideal del Campeonato Descentralizado según el portal periodístico DeChalaca.com | 2012 |
| 19.º puesto del ranking "Mejor Goleador del Mundo" de la IFFHS.                                       | 2012 |
| Parte del Equipo Ideal de la Copa Sudamericana 2014                                                   | 2014 |
| Preseleccionado como delantero en el mejor once de la Liga 2 según la SAFAP                           | 2021 |